# Laportea fujianensis
Laportea fujianensis là loài thực vật có hoa trong họ Tầm ma. Loài này được C.J. Chen mô tả khoa học đầu tiên năm 1982.